# Шкала Баллард
Шкала Баллард, оценка Баллард — методика оценки гестационного возраста новорождённых. Оцениваются различные критерии, по которым затем экстраполируется гестационный возраст ребёнка. Эти критерии разделены на физические и неврологические. Данная оценка позволяет определить возраст новорожденного в диапазоне от 26 до 44 недель.
Шкала полагается на внутриутробные изменения плода, которым он подвергается в процессе созревания. Неврологические критерии зависят в основном от мышечного тонуса, а физические опираются на анатомические изменения. Новорожденные (в возрасте до 28 дней) находятся в состоянии физиологической гипертонии. Этот тонус увеличивается весь период вынашивания, а это означает, что менее доношенный ребёнок будет иметь меньший мышечный тонус.
Разработана в 1979 году Жанной Баллард (Jeanne L. Ballard).
 Шкала Баллард основана на физической и нервно-мышечной зрелости новорожденного и может быть использована в течение не более четырех дней после рождения (на практике шкала Баллард, как правило, используется в первые 24 ч). Нервно-мышечные компоненты более однородны в течение долгого времени, потому что физикальные компоненты быстро созревают после рождения. Тем не менее, нервно-мышечные компоненты могут быть затронуты болезнью и введением лекарственных средств (например, сульфата Mg, введенного во время родов).
Основываясь на гестационном возрасте, каждый новорожденный классифицируется как
- Глубоко недоношенный: < 34 недель гестации (Недоношенные дети)
- Слегка недоношенный: от 34 до < 37 недель (Слегка недоношенные новорожденные)
- В начале срока: от 37 недель 0/7 дней до 38 недель 6/7 дней
- Доношенный: от 39 недель 0/7 дней до 40 недель 6/7 дней
- В конце срока: от 41 недель 0/7 дней до 41 недель 6/7 дней
- Переношенный: 42 недель 0/7 дней и за пределами срока
- Глубоко переношенный:> 42 недель (Переношенный младенец)

Обновленная шкала Баллард
J. Ballard в 1991 г. обновила свою более раннюю разработку, предложив простую и удобную для практического врача шкалу, которая является субъективным методом первичной оценки неврологического статуса ребенка.
Применение данной шкалы позволяет оценить степень зрелости новорожденного. Оценка по шкале Баллард остается точной в течение 2 недель после рождения, но более верна на протяжении 12 часов после рождения для новорожденных с гестационным возрастом до 26 недель и в течение 2–3 дней для новорожденных с гестационным возрастом больше 26 недель.
Данная шкала позволяет определить соответствие физической и нервно-мышечной зрелости ребенка его гестационному возрасту при рождении.
Оценку ГВ недоношенного новорожденного осуществляют с учетом антенатальных данных и результатов постнатальной оценки по шкале Баллард. Оценку по шкале Баллард проводят в первые 12 часов жизни ребенка после стабилизации его клинического состояния. Шкала Баллард содержит 12 признаков, шесть из которых характеризуют физическую зрелость, остальные шесть — нервно-мышечную зрелость. Сумма баллов состоит из результатов оценки каждого из признаков, определяет ГВ ребенка в пределах 20–44 нед. Если невозможно объективно оценить нервно-мышечную зрелость (ребенок получает седативные препараты или находится на ИВЛ), результат оценки физической зрелости умножают на 2 и определяют ГВ ребенка по таблице оценки зрелости. Точность определения возраста по шкале Баллард как здорового, так и больного ребенка может колебаться в пределах 2 недель гестации. Погрешность может быть больше при рождении ребенка в сроке гестации менее 28 недель, поэтому эту шкалу затруднительно использовать для оценки ГВ экстремально недоношенных новорожденных.